# 中央商工
中央商工株式会社は、東京都中央区に本社を置く包装資材の商社。

## 沿革
- 1932年（昭和7年） - 金属プレス加工製造販売業として創業。
- 1949年（昭和24年） - ペニシリン注射筒、及びガラスびん等の販売を開始。
- 1951年（昭和26年） - 「中央商工株式会社」に改組。
- 1971年（昭和46年） - 日本橋浜町」に本社を移転。
- 1989年（平成元年） - 江戸川区松江に加工所を開設。

## 参考
- 中央商工株式会社